# ジャン＝リュック・ブラッサール
ジャン＝リュック・ブラッサール（Jean-Luc Brassard、1972年8月24日 - ）は、カナダのケベック州バリーフィールド出身のモーグルスキーヤーである。

## 経歴
18歳でカナダのモーグル代表選手に選ばれ、1990-1991シーズンにワールドカップへ初参戦した。初参戦のシーズンながら5戦目で表彰台に登り、地元カナダで行なわれた6戦目で史上初の18歳での初優勝を果たす。18歳と5ヶ月での優勝は男子モーグルの最年少優勝記録となり、10年以上破られなかったが、2005-2006シーズンにアレキサンダー・ビロドウが18歳と4ヶ月で優勝し、僅か1ヶ月程度の差で破られた。同シーズン半ばの2月に行なわれた世界選手権にも出場したが12位に終わった。1991-1992シーズンは初戦2位、2戦目優勝、3戦目3位、4戦目3位など序盤から表彰台を連発して、最終的には表彰台が11戦中8回という好成績を収めて総合2位に入った。同シーズン半ばの2月に行なわれた1992年アルベールビルオリンピックでは予選で3位と健闘するが決勝では7位に終わった。20歳になった1992-1993シーズンは12戦中6勝、2位2回という圧倒的な強さで総合優勝を果たした。同シーズンの3月に行われた世界選手権では唯一の26点台を叩き出してカナダ人初の優勝を果たした。1993-1994シーズンは3勝を挙げたがエドガー・グロスピロン、セルゲイ・シュプレツォフに及ばず、総合3位に終わった。しかし、同シーズンの2月に行われた1994年リレハンメルオリンピックではエドガーとセルゲイを破り、フリースタイル種目でカナダ人初となるオリンピック金メダルを獲得した。これでモーグルの世界3大タイトルであるワールドカップ、世界選手権、オリンピックを全て制覇となった。1994-1995シーズンは10戦7戦で表彰台に上がるもエドガーとセルゲイに阻まれ、1度も優勝はならず、2年連続でエドガーとセルゲイに続く総合3位となった。同シーズンの2月に行われた世界選手権ではセルゲイの点数は上回ったものの、エドガーがさらなる高得点を出した為、惜しくも世界選手権連覇はならず、2位となった。このように1990年代前半はエドガー、セルゲイらと上位を争い、3強と呼ばれた。しかし、同シーズンを最後にエドガーは引退し、セルゲイは事故で亡くなった。エドガーもセルゲイもいない1995-1996シーズン、11戦中8戦に出場して6勝を挙げ、2度目の総合優勝を果たした。また、このシーズンよりデュアルモーグルが開催されたが成績は振るわず最高でベスト16に終わった。1996-1997シーズンは7戦中6戦に出場して3勝を挙げて、3度目の総合優勝を果たし、ワールドカップ2連覇を達成した。また、同シーズン中にデュアルでも初優勝している。同シーズンの2月に行われた世界選手権では唯一の27点台を叩き出して2度目の世界選手権優勝を果たした。1997-1998シーズンは上位はキープするもののシングルとデュアルでそれぞれ1勝を挙げるに留まり、シングルとデュアルの両方で総合2位となった。同シーズンの2月に行われた1998年長野オリンピックでは0.2ポイント及ばず惜しくもメダルを逃し、4位に終わった。1998-1999シーズンは初戦で1勝を挙げたものの後が続かず、結局4位に終わった。同シーズンの3月に行われた世界選手権ではシングルで予選落ちと惨敗し、デュアルでもベスト8止まりだった。1999-2000シーズンはさらに調子を落として成績は振るわず、最終戦スーパーファイナルのトレーニング中に靭帯断裂の大怪我を負う。翌シーズンには復帰して2月に日本戦の1戦のみ出場するが転倒して予選落ちに終わった。2001-2002シーズンはシングル全戦、デュアル3戦中2戦に出場して、シングルで1度だけ3位になり表彰台に上がった。同シーズンの2月に行われた2002年ソルトレークシティオリンピックでは予選敗退で21位に終わり、同シーズンを最後に引退した。

## エア
デビュー当初からバックスクラッチャー・コザックのダブルを得意としていた。さらにコザックを最初に加えたコザック・バックスクラッチャー・コザックのトリプルも使用した。このトリプルはスキーの動きが大きい為に滞空時間がクォード並みに必要であったことなどから、他に使用する選手はいなかった。その為、このエアにはジャン＝リュック・ブラッサールのイニシャルからJLBという名前が付けられた。また、バックスクラッチャー・コザック・バックスクラッチャーのトリプルもあり、こちらはジャン＝リュックが命名し、ヤマグチと呼ばれる。

## 主な成績

### ワールドカップ

#### 戦績表
| シーズン  | シングル | シングル | シングル | シングル | シングル | シングル | デュアル | デュアル | デュアル | デュアル | デュアル | デュアル | オーバーオール 総合成績 |
| シーズン  | 大会数   | 出場数   | 1位      | 2位      | 3位      | 総合成績 | 大会数   | 出場数   | 1位      | 2位      | 3位      | 総合成績 | オーバーオール 総合成績 |
| --------- | -------- | -------- | -------- | -------- | -------- | -------- | -------- | -------- | -------- | -------- | -------- | -------- | ----------------------- |
| 1990-1991 | 11戦     | 11戦     | 1回      | 1回      |          | 7位      |          |          |          |          |          |          | 24位                    |
| 1991-1992 | 11戦     | 11戦     | 1回      | 3回      | 4回      | 2位      |          |          |          |          |          |          | 9位                     |
| 1992-1993 | 12戦     | 12戦     | 6回      | 2回      |          | 優勝     |          |          |          |          |          |          | 3位                     |
| 1993-1994 | 11戦     | 11戦     | 3回      | 1回      |          | 3位      |          |          |          |          |          |          | 9位                     |
| 1994-1995 | 10戦     | 10戦     |          | 2回      | 5回      | 3位      |          |          |          |          |          |          | 13位                    |
| 1995-1996 | 11戦     | 8戦      | 6回      |          |          | 優勝     | 3戦      | 2戦      | 最高9位  | 最高9位  | 最高9位  | 24位     | 7位                     |
| 1996-1997 | 7戦      | 6戦      | 3回      | 1回      | 2回      | 優勝     | 6戦      | 6戦      | 1回      |          |          | 2位      | 4位                     |
| 1997-1998 | 8戦      | 7戦      | 1回      |          | 1回      | 2位      | 5戦      | 5戦      | 1回      |          |          | 2位      | 9位                     |
| 1998-1999 | 5戦      | 5戦      | 1回      | 2回      |          | 4位      | 3戦      | 2戦      | 最高9位  | 最高9位  | 最高9位  | 23位     | 9位                     |
| 1999-2000 | 7戦      | 6戦      | 最高5位  | 最高5位  | 最高5位  | 8位      | 4戦      | 2戦      |          |          | 1回      | 13位     | 17位                    |
| 2000-2001 | 7戦      | 1戦      | 30位     | 30位     | 30位     | -        | 1戦      | 0戦      |          |          |          |          | -                       |
| 2001-2002 | 8戦      | 8戦      |          |          | 1回      | 7位      | 3戦      | 2戦      | 最高8位  | 最高8位  | 最高8位  | 20位     | -                       |
| 通算成績  | -        | 96戦     | 22回     | 12回     | 13回     | -        | -        | 19戦     | 2回      |          | 1回      | -        | -                       |

#### 優勝歴
- 1990-91シーズン　
  - 第6戦モンガブリエル（カナダ）優勝
- 1991-92シーズン　
  - 第2戦ツェルマット（スイス）優勝
- 1992-93シーズン　
  - 第2戦ピアンカヴァッロ（イタリア）優勝、第5戦レークプラシッド（アメリカ）優勝、第6戦ル・ルレ（カナダ）優勝、第8戦マイリンゲン（スイス）優勝、第10戦リビーニョ（イタリア）優勝、第12戦リレハンメル（ノルウェー）優勝
- 1993-94シーズン　
  - 第3戦ブラッコム（カナダ）優勝、第5戦レークプラシッド（アメリカ）優勝、第6戦ル・ルレ（カナダ）優勝
- 1995-96シーズン
  - シングル:第1戦ティーニュ（フランス）優勝、第7戦キルヒベルク（オーストリア）優勝、第8戦ラ・クルザ（フランス）優勝、第9戦フンドフィイェッレット（スウェーデン）優勝、第10戦アルテンマークト（オーストリア）優勝、第11戦マイリンゲン（スイス）優勝
- 1996-97シーズン
  - シングル:第1戦ティーニュ（フランス）優勝、第4戦レークプラシッド（アメリカ）優勝、第6戦アルテンマークト（オーストリア）優勝
  - デュアル:第1戦ティーニュ（フランス）優勝
- 1997-98シーズン
  - シングル:第5戦ブラッコム（カナダ）優勝
  - デュアル:第1戦ティーニュ（フランス）優勝
- 1998-99シーズン
  - シングル:第1戦モントランブラン（カナダ）優勝

### 世界選手権
- 1991年レークプラシッド大会12位
- 1993年アルテンマークト大会優勝
- 1995年ラ・クルザ大会2位
- 1997年飯綱高原大会優勝
- 1999年マイリンゲン大会
  - シングル36位
  - デュアル5位

### オリンピック
- 1992年アルベールビルオリンピック7位
- 1994年リレハンメルオリンピック優勝
- 1998年長野オリンピック4位
- 2002年ソルトレイクオリンピック21位